# Karl Ludwig Friedrich Trendelenburg
Karl Ludwig Friedrich Trendelenburg, auch Christian Friedrich Trendelenburg, auch Friedrich Trendelenburg (* 1724 wahrscheinlich in Brunn; † im Mai 1792 in Lübeck) war ein deutscher Mediziner und Lübecker Stadtphysicus.

## Leben und Wirken
Karl Ludwig Friedrich Trendelenburg stammte aus einer norddeutschen Gelehrtenfamilie. Er war eins von 18 Kindern der evangelisch-lutherischen Theologen Theodor Trendelenburg (1696–1765), Pastor in Brunn, später Superintendent des Kirchenkreises Stargard in Mecklenburg-Strelitz, und dessen Frau Magdalena Elisabeth, geb. Oertling (1705–1796), Tochter von dessen Amtsvorgänger in Brunn. Adolf Friedrich Trendelenburg war sein jüngerer Bruder. Fünf seiner Schwestern waren mit mecklenburgischen Pastoren verheiratet.
Trendelenburg verlebte Kinder und Jugendjahre an Dienstorten des Vaters in Brunn und (seit 1732) in Strelitz bzw. Neustrelitz. Er hatte wahrscheinlich eine der Gelehrtenschulen in Friedland oder in Neubrandenburg besucht, was jedoch nicht belegbar ist, studierte Medizin an der Universität Göttingen und war hier Schüler von Albrecht von Haller. 1748 wurde er zum Dr. med. promoviert. Nach Abschluss seines Studiums kam er nach Lübeck und praktizierte hier, zuletzt als Stadtphysicus. Er war seit 1753 verheiratet mit Sophia Dorothea, geb. Schuhmacher. Das Paar hatte zehn Kinder, darunter vier Söhne: Theodor Friedrich Trendelenburg (1755–1827), Stadtphysikus in Lübeck und Begründer des Ärztlichen Vereins, Johann Georg Trendelenburg (1757–1825), Philologe und Senator der Stadt Danzig, Friedrich Wilhelm Trendelenburg (1761–1835), Jurist und Postkommissar, der seinerseits Stammvater einer ganzen Reihe von Ärzten, darunter Friedrich Trendelenburg, wurde, und Caspar Heinrich Trendelenburg, der Jura in Göttingen studierte. Von den Töchtern heiratete Sophie Christine (1759–1821) den Apotheker Gabriel Ludolph Kindt (1748–1813) in Lübeck und wurde die Mutter der Apotheker und Naturforscher Franz Friedrich Kindt und Georg Christian Kindt.
Im Jahre 1766 empfing er in Lübeck den Besuch des schottischen Reiseschriftstellers Thomas Nugent, der ihn als „ein wohlgebildeter Mann, eher korpulent als mager, und vom Gesicht, schwarz von Augen und überhaupt von äußerst einnehmender Physiognomie“ beschreibt.
Trendelenburg nahm regen Anteil an dem in aller Schärfe und in europäischer Öffentlichkeit ausgetragenen Streit seines Lehrers Haller mit dem Physiologen Georg Erhard Hamberger, der die Rolle des Musculus intercostalis externus und des Musculus intercostalis internus bei der Atmung betraf, und publizierte Schriften, in denen er mit Haller Hambergers Ansichten widerlegte.

## Werke
- De mechanismo respirationis Hambergeriano. Vandenhoeck, Göttingen 1748.
- Continuatio controversiae de mechanismo respirationis Hambergeriano. Vandenhoeck, Göttingen 1749. (Digitalisat)
- Fernere Fortsetzung der Hallerschen und Hambergersehen Streitigkeiten vom Athemholen. Rostock / Wismar 1752.